# Bacterioclorofila

Estructura de las bacterioclorofilas. R puede ser fitilo o geranilgeranilo.

Las bacterioclorofilas son unos pigmentos fotosintéticos que se encuentran en varias bacterias fotótrofas. Fueron descubiertas por el microbiólogo neerlando-estadounidense C. B. van Niel en 1932. Están relacionadas con las clorofilas, que son los pigmentos primarios en plantas, algas y cianobacterias. Las bacterias que contienen bacterioclorofila realizan la fotosíntesis pero no producen oxígeno. Usan longitudes de onda de luz que no son absorbidas por las plantas. Los filos de bacterias que contienen especies con bacterioclorofila son Pseudomonadota (bacterias púrpura), Chlorobia (bacterias verde del azufre), Chloroflexota, Bacillota (Heliobacteria), Acidobacteriota (Chloracidobacterium thermophilum) y Gemmatimonadota. Los diferentes tipos de bacterioclorofila contenidos en estas bacterias:
- Bacterioclorofila a, Bacteria púrpura, Gemmatimonadota, Chloracidobacterium thermophilum.[3]
- Bacterioclorofila b, Bacteria púrpura.
- Bacterioclorofila c, Bacteria verde del azufre, Chloroflexota, Chloracidobacterium thermophilum.
- Bacterioclorofila d, Bacteria verde del azufre.
- Bacterioclorofila e, Bacteria verde del azufre.
- Bacterioclorofila g, Heliobacteria.

Las bacterioclorofilas c y d son clorinas, con un anillo pirrol reducido, y las restantes son bacterioclorinas, con dos.
Las bacterioclorofilas a y b son de color púrpura, mientras que las bacterioclorofilas c, d, e y g son de color verde.